# ملكية السكان الأصليين

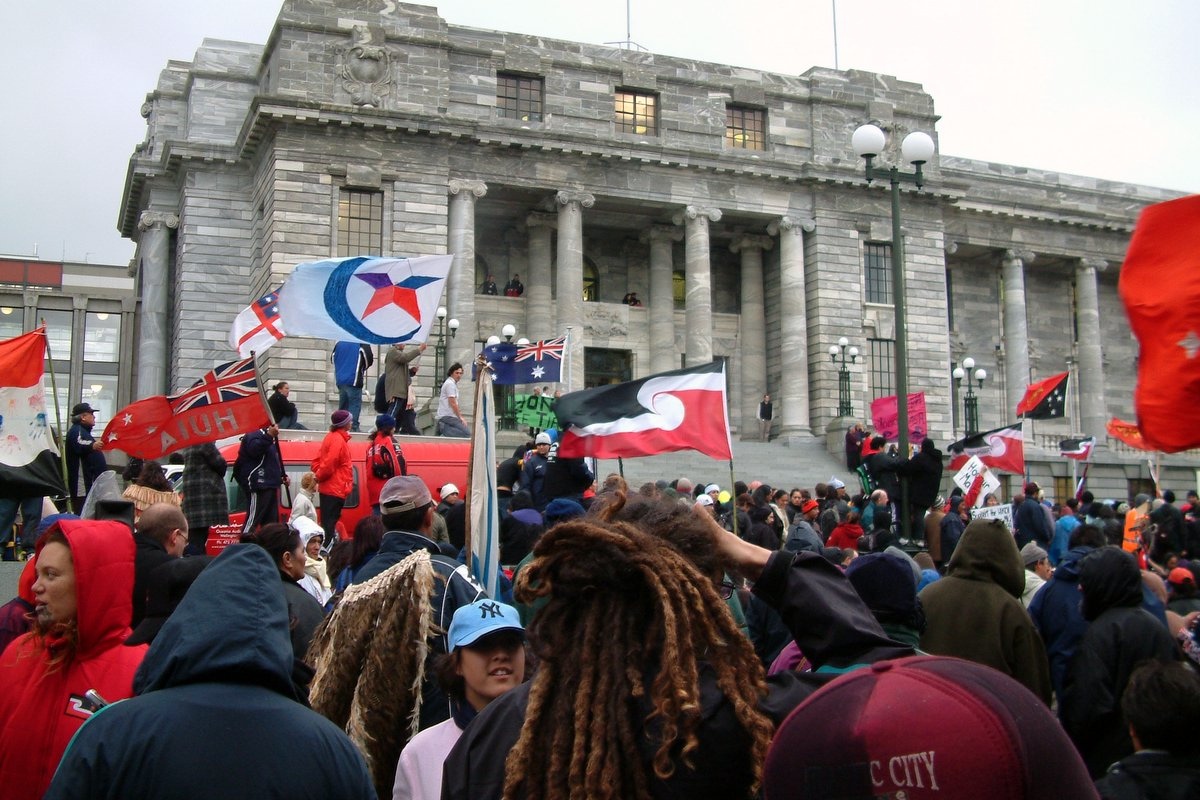
احتجاجات عام 2004 ضد قانون الشواطئ وقاع البحر الذي ألغى المطالبات بحقوق الملكية الأصلية للشواطئ وقاع البحر في نيوزيلندا

حق ملكية السكان الأصليين هو مبدأ قانوني عام ينص على أن حقوق الشعوب الأصلية في ملكية الأراضي بالحيازة العرفية تستمر بعد تولي دولة مستعمرة أخرى السيادة عليها. وتختلف متطلبات الإثبات للاعتراف بحق الملكية الأصلي، ومضمونه، وطرق إبطاله، وتوافر التعويض في حالة إبطاله اختلافًا كبيرًا باختلاف الولاية القضائية. وتتفق جميع الولايات القضائية تقريبًا على أن حق الملكية للسكان الأصليين غير قابل للتصرف، وأنه يجوز لهم امتلاك أراضيهم فرديًا أو جماعيًا.
يُشار إلى حق ملكية السكان الأصليين في بعض الأحيان أيضًا باسماء أخرى مثل حق الملكية الأصلية، وفي أستراليا، يُعرف باسم حق ملكية الشعوب الأصلية،وفي الولايات المتحدة الأمريكية يُشار إليه باسم حق ملكية الشعوب الهندية الأصلية، بينما يُعرف في نيوزيلندا باسم حق الملكية العرفية. ويرتبط فقه حق ملكية السكان الأصليين بحقوق الشعوب الأصلية، ويؤثر فيها ويتأثر بقضايا غير متعلقة بالأراضي، مثل ما إذا كانت الحكومة مدينة بواجب ائتماني تجاه الشعوب الأصلية. وبينما ينبع مبدأ صنع القرار القضائي من القانون الدولي العرفي، فقد دوّن هذا الحق على المستوى الوطني من خلال التشريعات والمعاهدات والدساتير.
أتمّ الإقرار بحقّ السكان الأصليين في ملكية الأراضي لأول مرة في أوائل القرن التاسع عشر، في قرارات لم يكن السكان الأصليون طرفًا فيها. وعلى الرغم من ذلك، فلم تنشأ دعاوى قضائية هامة بشأن حقّ السكان الأصليين في ملكية الأراضي، والتي أسفرت عن انتصارات للشعوب الأصلية، إلا في العقود الأخيرة. وقد رُفعت معظم هذه الدعاوى القضائية في أستراليا وكندا وماليزيا ونيوزيلندا والولايات المتحدة الأمريكية. يُعدّ حقّ السكان الأصليين في ملكية الأراضي مجالًا مهمًا في القانون المقارن، حيث يُستشهد بالعديد من القضايا كمرجعية مُقنعة في مختلف الولايات القضائية. وغالبًا ما تنبع حقوق السكان الأصليين في الأراضي المُشرّعة من الاعتراف بحقّهم في ملكية الأراضي.

## أراضي المستعمرات البريطانية

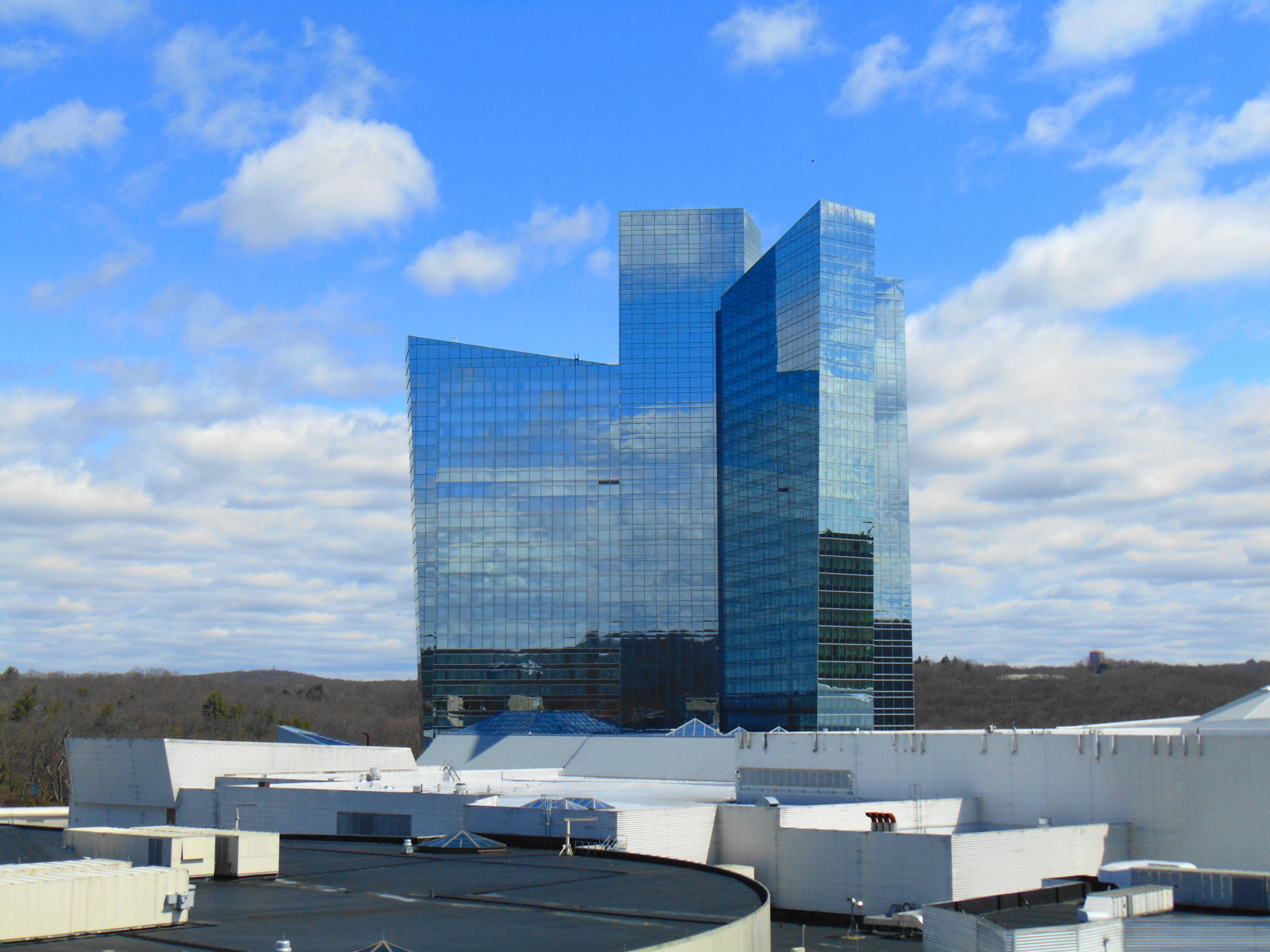
كازينو موهيجان صن الذي يُخلد ذكرى موقع أول قضية في العالم تتعلق بحقوق ملكية السكان الأصليين للأراضي بموجب القانون العام، والتي تم البت فيها في عام 1773.

نشأ حق ملكية السكان الأصلييون في المُستعمرات البريطانية من تقاطع ثلاثة مبادئ للقانون العام صاغتها اللجنة القضائية للمجلس الخاص، وهي:
- مبدأ سيادة الدولة، والذي نص على أن التاج البريطاني يمكنه مصادرة أو إعلاء حقوق الملكية العقارية أو الشخصية، دون تدقيق من أي محكمة بريطانية.
- مبدأ الاستمرارية، والذي افترض أن التاج البريطاني لم يكن ينوي إطفاء الملكية الخاصة عند اكتساب السيادة، وبالتالي فإن المصالح القائمة مسبقًا قابلة للتنفيذ بموجب القانون البريطاني.
- مبدأ الاعتراف، والذي نص على أن حقوق الملكية الخاصة يُفترض إطفاؤها في غياب الاعتراف الصريح.[1]

في عام ١٦٠٨، وهو نفس العام الذي ظهر فيه مبدأ الاستمرارية، أدلى القاضي البريطاني إدوارد كوك بتصريح شهير في قضية كالفن مفاده أن قوانين جميع غير المسيحيين ستُلغى عند غزو أراضيهم. لم تُطبّق وجهة نظر كوك عمليًا، بل رفضها اللورد مانسفيلد في عام ١٧٧٤. وبدلًا من ذلك، تم التوفيق بين المذهبين، حيث ساد مبدأ الاستمرارية في جميع الحالات تقريبًا، مع وجود استثناءات قليلة، مثل الممتلكات العامة للدولة السابقة، في قضية أويكان ضد أديل عام ١٩٥٧. كانت قضية موهيجان إنديانز ضد كونيتيكت هي أول قضية تُرفع بموجب القانون العام في الإمبراطورية البريطانية وتتعلق بحقوق ملكية الشعوب الأصلية للأراضي، وقد استمر نظرها خلال الفترة من عام 1705 إلى عام 1773، وقد بت فيها المجلس الخاص دون الرجوع إلى حكم محكمة غير قضائية. وشملت قرارات المجلس الخاص المهمة الأخرى حكمه في قضية روديسيا الجنوبية عام 1919، وقضية أمودو تيجاني ضد جنوب نيجيريا في عام 1921، والتي رفض فيها المجلس الأول دعوى ملكية السكان الأصليين للأراضي، مشيرًا إلى أن:
بعض القبائل متدنية المستوى في التنظيم الاجتماعي لدرجة أن عاداتها ومفاهيمها للحقوق والواجبات لا تتوافق مع مؤسسات المجتمع المتحضر أو مبادئه القانونية، ولا يمكن سد هذه الفجوة.
أرسى أمودو تيجاني بعد عامين من ذلك الحكم أسسًا لعدة عناصر من المبدأ الحديث لملكية السكان الأصليين للأراضي، مؤيدًا حق المطالبة العرفية بملكية الأرض، ومؤكدًا على ضرورة دراسة تاريخ كل مجتمع على حدة وعاداته في كل حالة. أصدر المجلس الخاص لاحقًا آحكامًا عديدة أكدت على حق ملكية السكان الأصليين للأراضي، وأيدت المطالبات العرفية بتملك الأرض؛ والتي صدر العديد منها في المستعمرات الأفريقية. وقد وجّهت القرارات الحديثة انتقادات لاذعة للآراء المعبر عنها في روديسيا الجنوبية.